# Filip Zadina
Filip Zadina, född 27 november 1999 i Pardubice, är en tjeckisk professionell ishockeyforward som spelar för Detroit Red Wings i National Hockey League (NHL).
Han har tidigare spelat för HC Dynamo Pardubice och HC Oceláři Třinec i Extraliga; Grand Rapids Griffins i American Hockey League (AHL) samt Halifax Mooseheads i Ligue de hockey junior majeur du Québec (LHJMQ).
Zadina draftades av Detroit Red Wings i första rundan i 2018 års draft som sjätte spelare totalt.

## Statistik
| 2015–2016        | HC Dynamo Pardubice   | Extraliga        | 2   | 0  | 0  | 0  | 0  | — | — | — | —  | — |
| 2016–2017        | HC Dynamo Pardubice   | Extraliga        | 25  | 1  | 1  | 2  | 4  | 2 | 1 | 1 | 2  | 0 |
| 2017–2018        | Halifax Mooseheads    | LHJMQ            | 57  | 44 | 38 | 82 | 36 | 9 | 5 | 7 | 12 | 0 |
| 2018–2019        | Detroit Red Wings     | NHL              | 9   | 1  | 2  | 3  | 0  | — | — | — | —  | — |
|                  | Grand Rapids Griffins | AHL              | 59  | 16 | 19 | 35 | 18 | 5 | 2 | 1 | 3  | 0 |
| 2019–2020        | Detroit Red Wings     | NHL              | 28  | 8  | 7  | 15 | 2  | — | — | — | —  | — |
|                  | Grand Rapids Griffins | AHL              | 21  | 9  | 7  | 16 | 8  | — | — | — | —  | — |
| 2020–2021        | Detroit Red Wings     | NHL              | 49  | 6  | 13 | 19 | 0  | — | — | — | —  | — |
|                  | HC Oceláři Třinec     | Extraliga        | 17  | 8  | 6  | 14 | 18 | — | — | — | —  | — |
| 2021–2022        | Detroit Red Wings     | NHL              | 74  | 10 | 14 | 24 | 10 | — | — | — | —  | — |
| 2022–2023        | Detroit Red Wings     | NHL              | 30  | 3  | 4  | 7  | 10 | — | — | — | —  | — |
|                  | Grand Rapids Griffins | AHL              | 2   | 1  | 0  | 1  | 0  | — | — | — | —  | — |
| NHL totalt       | NHL totalt            | NHL totalt       | 190 | 28 | 40 | 68 | 22 | — | — | — | —  | — |
| Extraliga totalt | Extraliga totalt      | Extraliga totalt | 44  | 9  | 7  | 16 | 22 | 2 | 1 | 1 | 2  | 0 |
| AHL totalt       | AHL totalt            | AHL totalt       | 82  | 26 | 26 | 52 | 26 | 5 | 2 | 1 | 3  | 0 |

### Internationellt
| Källa: Uppdaterad: 2023-02-03 | Källa: Uppdaterad: 2023-02-03 | Källa: Uppdaterad: 2023-02-03 |         | Utv = Utvisningsminuter | Utv = Utvisningsminuter | Utv = Utvisningsminuter | Utv = Utvisningsminuter | Utv = Utvisningsminuter |
| År                            | Lag                           | Mästerskap                    | Matcher | Mål                     | Assist                  | Poäng                   | Utv                     |                         |
| ----------------------------- | ----------------------------- | ----------------------------- | ------- | ----------------------- | ----------------------- | ----------------------- | ----------------------- | ----------------------- |
| 2016                          | Tjeckien                      | U18-VM                        | 5       | 4                       | 1                       | 5                       | 2                       |                         |
| 2016                          | Tjeckien                      | Ivan Hlinka                   | 4       | 5                       | 2                       | 7                       | 0                       |                         |
| 2017                          | Tjeckien                      | U18-VM                        | 5       | 3                       | 3                       | 6                       | 0                       |                         |
| 2018                          | Tjeckien                      | JVM                           | 7       | 7                       | 1                       | 8                       | 2                       |                         |
| 2019                          | Tjeckien                      | JVM                           | 5       | 0                       | 1                       | 1                       | 2                       |                         |
| 2021                          | Tjeckien                      | VM                            | 8       | 2                       | 2                       | 4                       | 0                       |                         |
| Junior totalt                 | Junior totalt                 | Junior totalt                 | 26      | 19                      | 8                       | 27                      | 6                       |                         |
| Senior totalt                 | Senior totalt                 | Senior totalt                 | 8       | 2                       | 2                       | 4                       | 0                       |                         |